# Iraqi Airways
Iraqi Airways Company, che opera come Iraqi Airways (in arabo: الخطوط الجوية العراقية al-Xuṭūṭ al-Jawwiyyah al-ʿIrāqiyyah), è la compagnia aerea di bandiera dell'Iraq, con sede all'Aeroporto Internazionale di Baghdad.
Iraqi Airways opera servizi nazionali e regionali. Il suo hub principale è l'Aeroporto Internazionale di Baghdad.

## Storia

### I primi anni
Iraqi Airways venne fondata nel 1945 come dipartimento delle Ferrovie dello Stato e iniziò a operare il 28 gennaio 1946 utilizzando cinque De Havilland Dragon Rapide su servizi verso la Siria. Con l'aiuto della British Overseas Airways Corporation (BOAC), la nuova compagnia aerea ordinò tre Vickers Viking. In attesa della consegna, la compagnia aerea prese in leasing quattro Douglas DC-3 dalla BOAC nel dicembre 1946. Nel 1947 la compagnia ordinò i de Havilland Dove in sostituzione dei Dragon Rapide; furono consegnate nell'ottobre 1947. Nello stesso periodo arrivarono i tre nuovi Vikings e i DC-3 furono restituiti alla BOAC; un quarto Viking fu acquistato di seconda mano.
Nel 1953, il turboelica quadrimotore Vickers Viscount fu scelto per sostituire i Vikings e un ordine per tre esemplari fu emesso a luglio. I Viscount entrarono in servizio nel 1955 e iniziarono a operare tutti i servizi internazionali di Iraqi Airways, inclusa una nuova rotta per Londra con vari scali intermedi. Il 1º aprile 1960 la compagnia divenne indipendente dalla compagnia ferroviaria e nel 1961 fece un ordine per due Boeing 720B con consegna prevista nel 1964, ma l'ordine per Boeing fu successivamente annullato.
Negli anni sessanta la Iraqi Airways acquistò i sovietici Tupolev Tu-124 e alcuni Hawker Siddeley Trident. Questi jet permisero alla compagnia di aumentare il servizio in tutto il Medio Oriente, in Africa e in Europa. Durante quel periodo furono acquistati anche aerei cargo come l'Ilyushin Il-76. Durante gli anni settanta, Iraqi Airways aveva bisogno di un jet più grande per una nuova rotta verso l'aeroporto Internazionale John F. Kennedy di New York, acquistando il Boeing 707 e, subito dopo, il Boeing 747.

### Anni '90
Vennero fatti tentativi per riavviare i servizi interni nel maggio 1991 e l'autorizzazione venne concessa dalle Nazioni Unite per il funzionamento di elicotteri su servizi interni limitati. I voli ad ala fissa erano vietati in base ai termini del cessate il fuoco, sebbene il Consiglio di sicurezza delle Nazioni Unite avesse acconsentito alla ripresa dei voli interni. Questi ripartirono nel gennaio 1992 da Baghdad a Bassora utilizzando alcuni Antonov An-24. Le operazioni furono sospese poco dopo, a seguito di una sentenza delle Nazioni Unite.
Tuttavia, anche i voli interni diventarono una rarità, a causa della No-Fly Zone imposta da Stati Uniti e Regno Unito sui cieli iracheni. In alcune occasioni, Iraqi Airways portava anche pellegrini in città religiose musulmane negli anni '90.

### Rinascita
Dopo la guerra in Iraq, il 30 maggio 2003, Iraqi Airways annunciò l'intenzione di riprendere i servizi internazionali. I diritti sul nome Iraqi Airways vennero trasferiti a una nuova e separata compagnia chiamata Iraqi Airways Company che avrebbe costruito una nuova società e la proteggerà dai problemi legali legati al regime di Saddam Hussein. Le operazioni ripresero il 3 ottobre 2004 con un volo tra Baghdad e Amman.
Iraqi Airways operò il primo servizio di linea commerciale nazionale dalla caduta del regime di Saddam Hussein da Baghdad a Bassora, con 100 passeggeri su un Boeing 727-200, il 4 giugno 2005. Il 6 novembre 2005 Iraqi Airways effettuò un volo da Baghdad a Teheran in Iran, per la prima volta dopo venticinque anni. L'aereo, come il resto della flotta, era operato per suo conto dalla Teebah Airlines giordana. I servizi per Erbil e Sulaymaniyya furono aggiunti nell'estate 2005.
Nel giugno 2009 fu rivelato che Iraqi Airways aveva stretto un accordo con le autorità aeronautiche britanniche per riprendere un volo diretto tra Baghdad e Londra Gatwick; i voli avrebbero dovuto iniziare l'8 agosto 2009 utilizzando un Boeing 737-400 affittato da Tor Air e alla fine avrebbero visto l'Airbus A320-200 prendere il posto del Boeing. Tuttavia, ciò non avvenne secondo i piani. La compagnia aerea riferì all'epoca che intendeva iniziare una maggiore espansione nel Regno Unito e in Europa.
Nel novembre 2009 Blue Wings, una compagnia aerea tedesca, iniziò ad operare voli per Düsseldorf e Francoforte, in Germania, per conto di Iraqi Airways.
Il 25 aprile 2010 Iraqi Airways aggiunse voli per l'aeroporto di Gatwick via Malmö, in Svezia. Quando il primo volo atterrò a Londra, un avvocato kuwaitiano fece sequestrare i documenti e il passaporto del direttore generale Kifah Hassan, nonché l'aereo stesso. Non vi furono sviluppi, tuttavia, poiché l'aereo era di proprietà della compagnia svedese Tor Air. L'aereo tornò a Baghdad. Tuttavia, a Kifah Hassan non fu permesso lasciare il Regno Unito ed dovette presentarsi in tribunale il 30 aprile. I funzionari kuwaitiani chiesero 780 milioni di sterline per gli aerei rubati da Saddam Hussein nell'invasione del 1990.
Il 26 maggio 2010 Amer Abdul-Jabbar, ministro dei trasporti iracheno, dichiarò che il governo aveva deciso di sciogliere la società nei successivi tre anni e intraprendere altre opzioni per evitare rivendicazioni patrimoniali da parte del Kuwait per eventi della guerra del Golfo.
Nel febbraio 2012 Iraqi Airways annunciò che avrebbe ripreso i voli per l'India, con servizi per Nuova Delhi o Mumbai da Baghdad.
Nell'aprile 2012 Iraqi Airways ordinò 40 nuovi Boeing, di cui trenta 737-800 e dieci 787. La consegna del primo aereo era prevista per dicembre 2012. All'inizio di dicembre, Airbus consegnò il suo primo A330-200, mentre Boeing un Boeing 777.
Il 14 agosto 2013 Iraqi Airways prese in consegna il suo primo Boeing 737-800 direttamente dalla Boeing.
Il 5 agosto 2015 a Iraqi Airways fu vietato di volare nello spazio aereo svedese a causa del mancato rispetto degli standard di sicurezza richiesti all'interno dell'Unione europea. Il 10 agosto il divieto fu esteso a tutta l'UE, sospendendo a tempo indeterminato tutti i voli di Iraqi Airways da e per l'UE. Iraqi Airways replicò sostenendo che fosse più di una "sospensione temporanea" a causa di problemi burocratici e che le questioni sarebbero state risolte con urgenza. Da allora, la compagnia aerea ha ripreso un servizio limitato verso alcune destinazioni dell'UE tramite servizi di wet lease di Aerovista. Più recentemente, questi voli sono stati operati da AirExplore con una livrea modificata della Iraqi Airways.
L'8 settembre 2015 Iraqi Airways ricevette un prestito di 2 miliardi di dollari da parte della Citibank per finanziare l'acquisto di 40 Boeing 777 e Boeing 787 Dreamliner.
La compagnia aerea ha aperto una richiesta di proposte (RFP) alle compagnie aeree europee con un valido COA alla fine del 2019. L'obiettivo era quello di ottenere accordi per aeromobili in wet lease in grado di servire rotte tra l'Iraq e l'Europa.
Nel 2019 Iraqi Airways ha visto la ripresa dei voli per la Siria, tra Damasco e Baghdad.
Nel febbraio 2022 l'autorità per l'aviazione civile irachena («ICAA») e Iraqi Airways hanno presentato alla Commissione europea informazioni sulle azioni e sulle misure adottate per migliorare i loro sistemi e le loro capacità di sorveglianza e gestione della sicurezza. Sulla base delle informazioni ricevute, la Commissione ha osservato che sono stati compiuti alcuni progressi per affrontare i problemi di sicurezza rilevati. Tuttavia, il divieto operativo nell'Unione europea non è stato ancora revocato.

## Flotta

### Flotta attuale

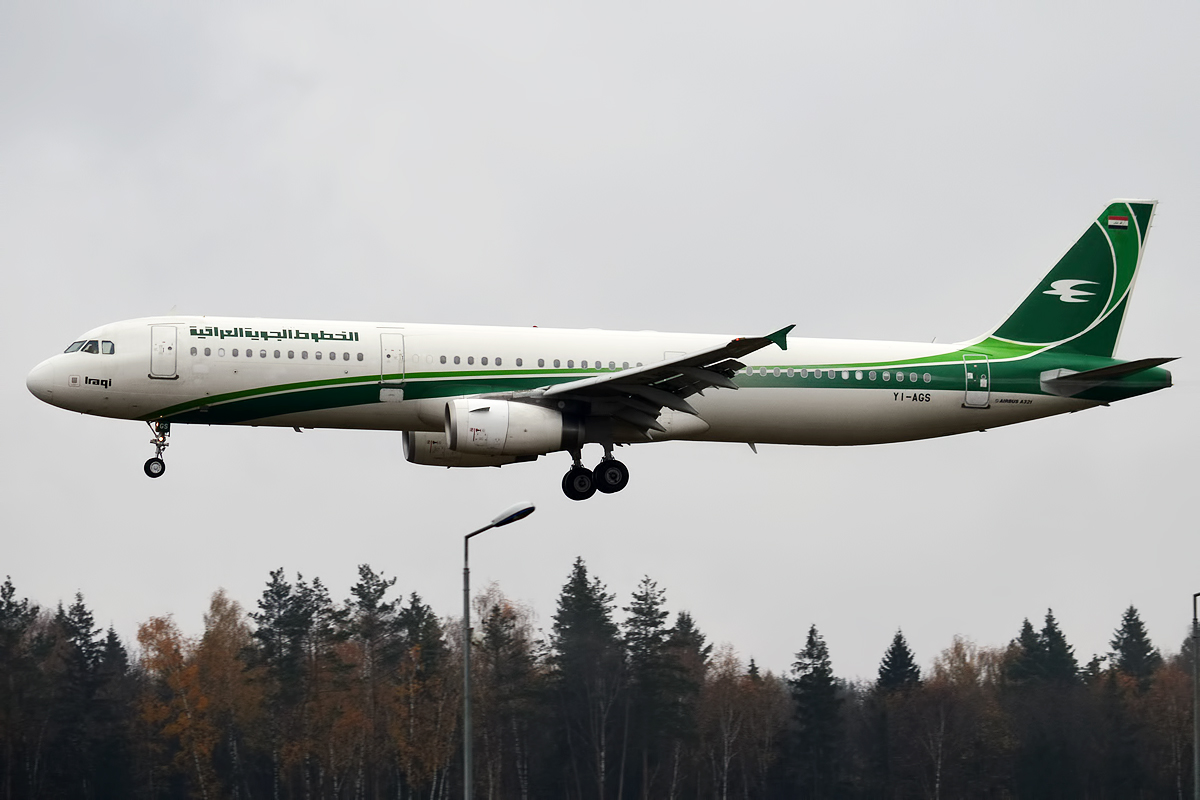
Un Airbus A321-200.

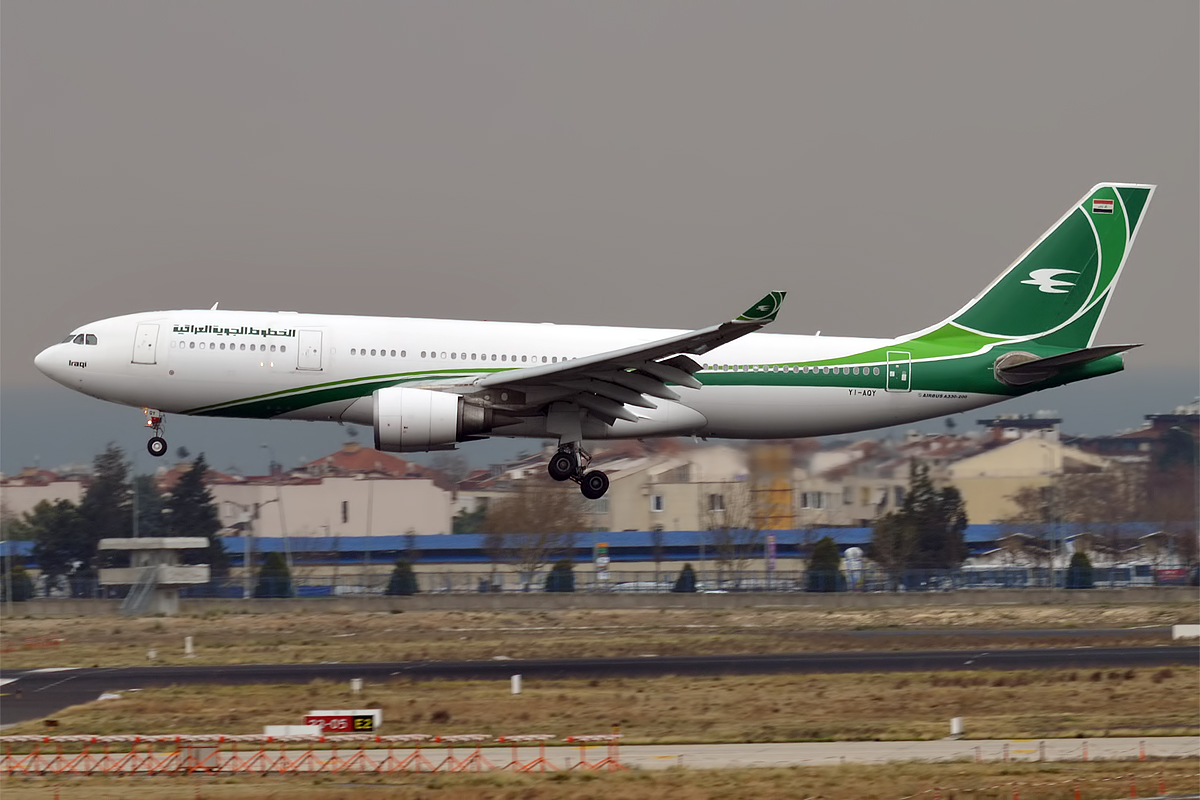
Un Airbus A330-200.

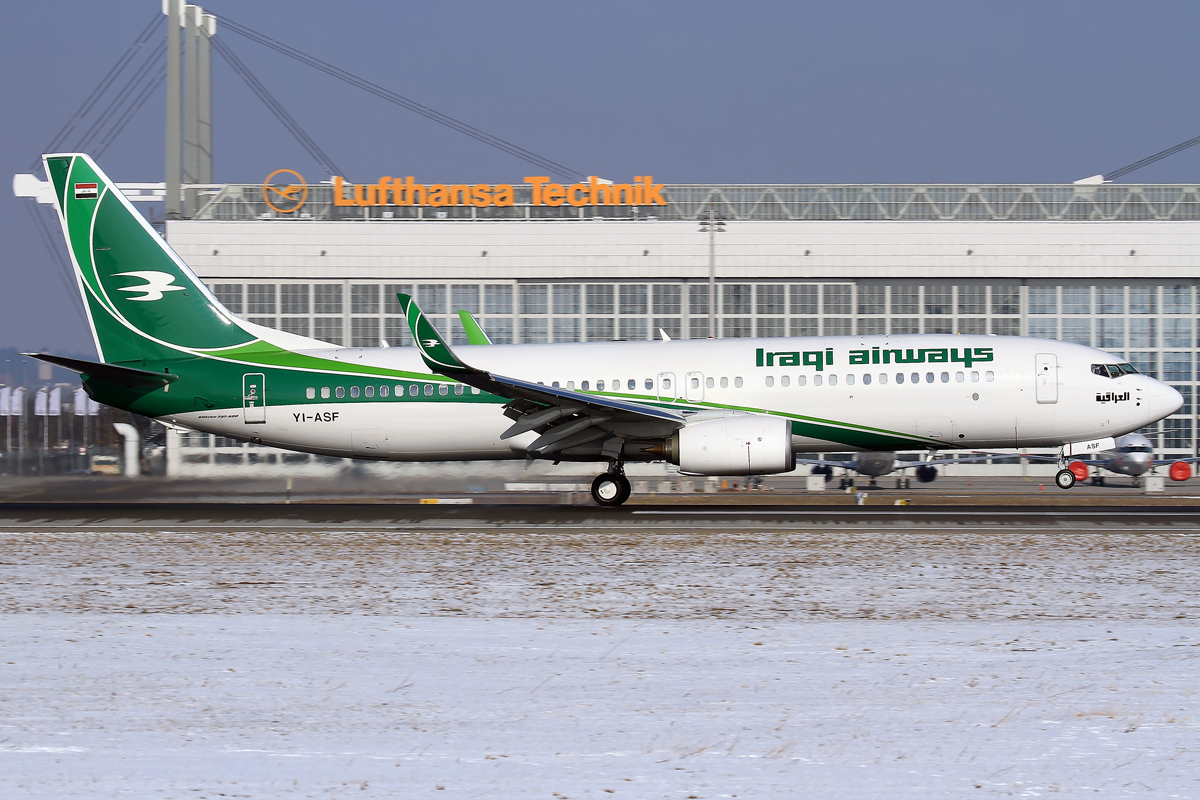
Un Boeing 737-800.

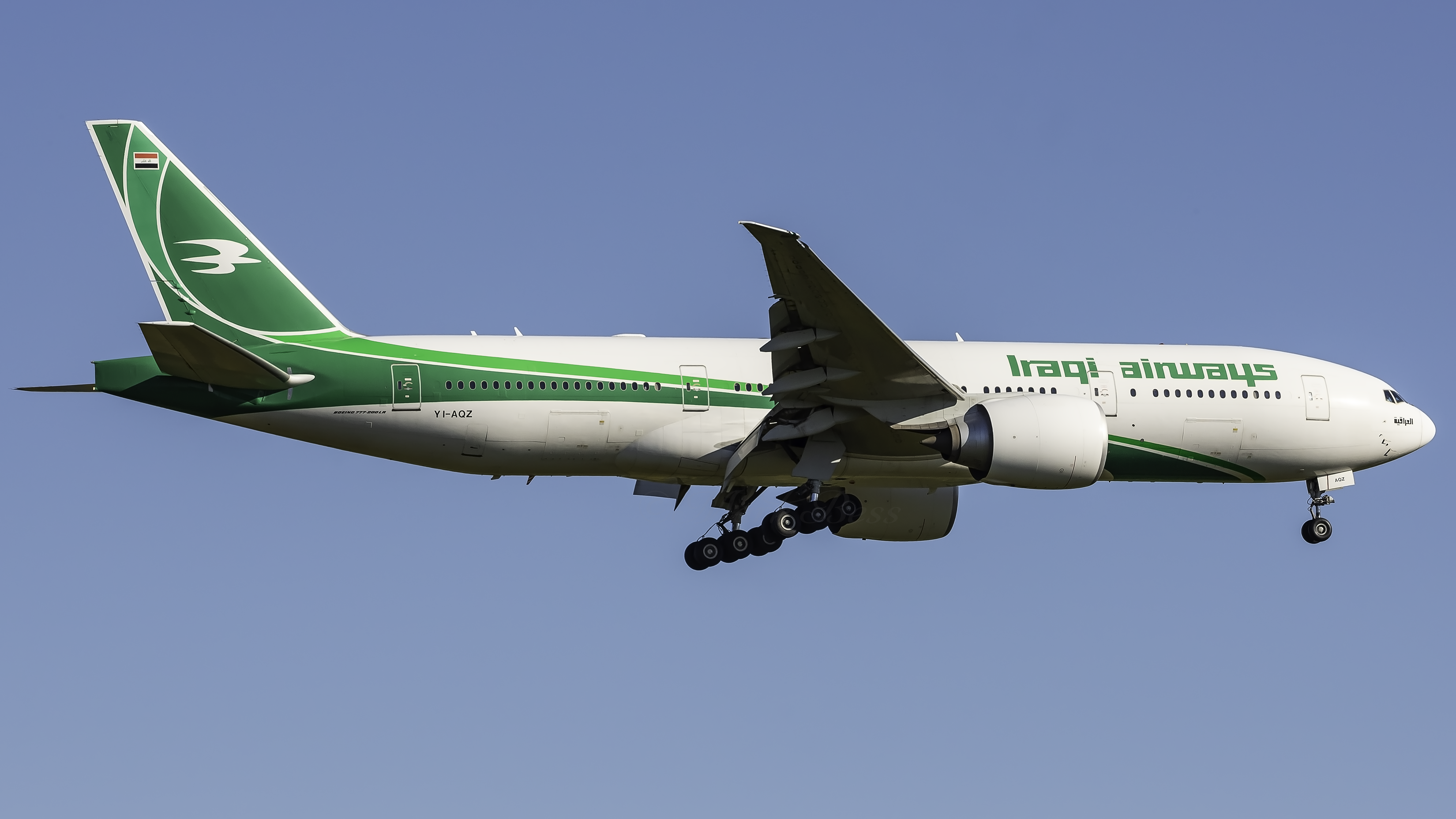
Un Boeing 777-200LR.

A maggio 2025 la flotta di Iraqi Airways è composta dai seguenti aeromobili:

### Sviluppo
Nel maggio 2008, il governo iracheno ha firmato un contratto da 2,2 miliardi di dollari con Boeing per 30 Boeing 737-800 con un'opzione per ulteriori 10. Stava anche lavorando a un accordo che coinvolgeva l'ordine di dieci Boeing 787 Dreamliner che avrebbero consentito di ampliare i servizi a lungo raggio.
Un altro contratto del valore di 398 milioni di dollari è stato firmato per dieci Bombardier CRJ-900ER con dieci opzioni. Il primo CRJ-900ER è stato consegnato nell'ottobre 2008. Ciò ha portato a una causa contro Bombardier da parte di Kuwait Airways, che affermava di aver vinto 1,2 miliardi di dollari in sentenze contro Iraqi Airways a seguito della guerra del Golfo. Un giudice canadese ha stabilito di non avere giurisdizione perché il caso coinvolgeva un governo straniero poiché l'acquirente dell'aereo era il governo dell'Iraq e non Iraqi Airways. La causa della Kuwait Airways è stata risolta nel 2009 con l'Iraq che ha accettato di pagare 300 milioni di dollari.
Nel febbraio 2010, la compagnia aerea ha annunciato importanti piani per la flotta, inclusa la conversione di 10 dei 30 ordini per il Boeing 737-800 in wide body anticipando la data di consegna a settembre 2011; i 10 ordini per i Boeing 787 sono stati cambiati in Boeing 777.

### Flotta storica

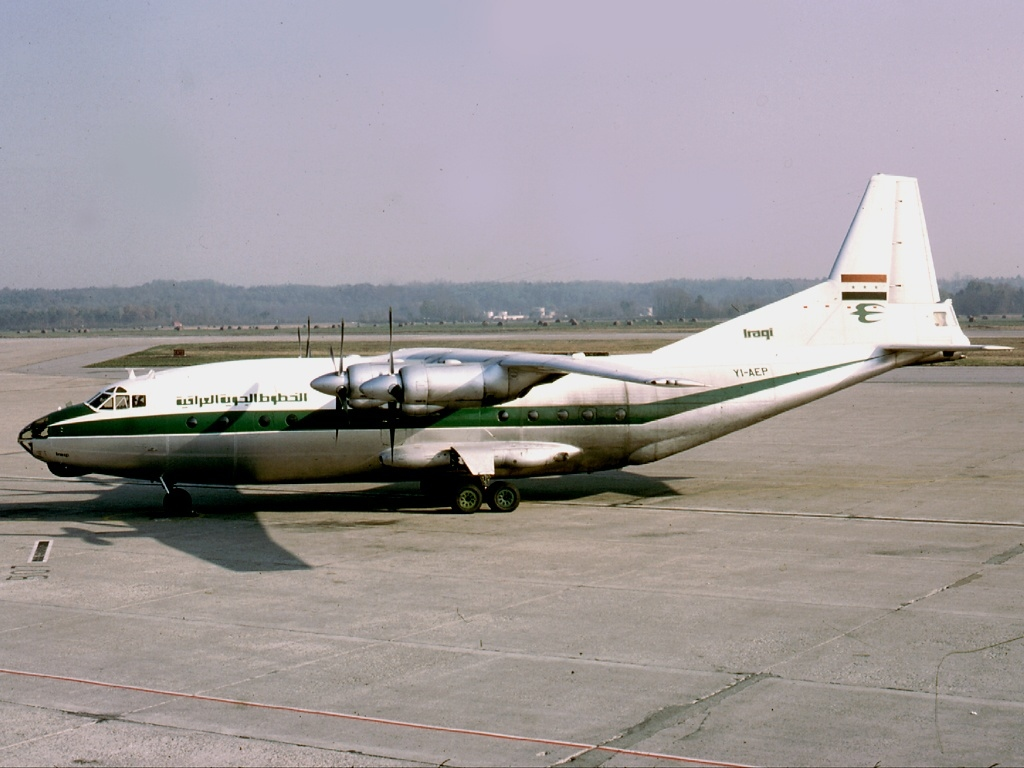
Un Antonov An-12.

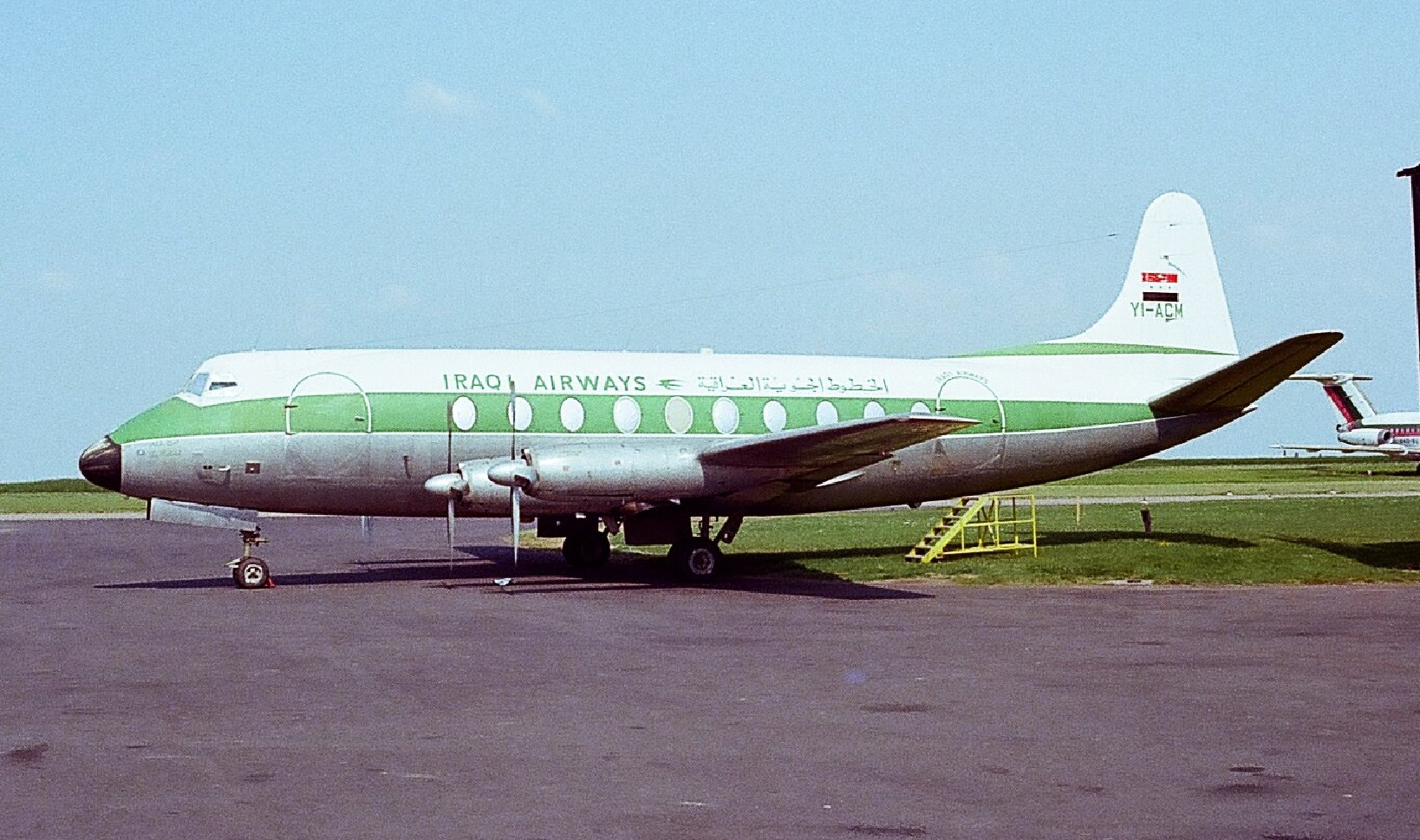
Un Vickers Viscount.

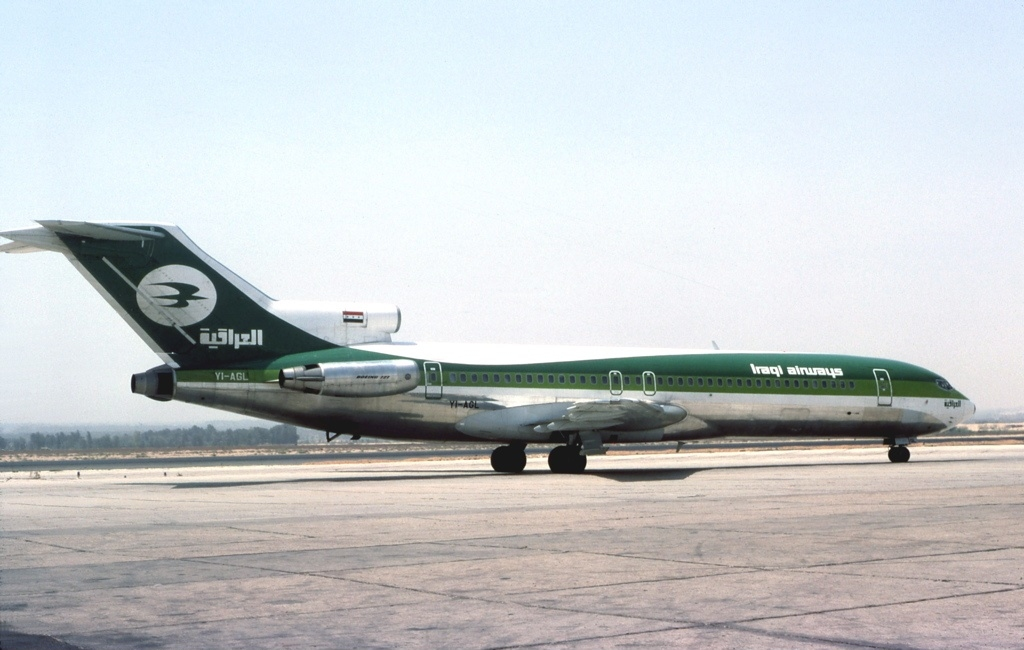
Un Boeing 727-200.

Iraqi Airways operava in precedenza con i seguenti aeromobili:

## Incidenti
- Il 25 dicembre 1986, il volo Iraqi Airways 163, un Boeing 737-200, fu dirottato da quattro uomini. Il personale di sicurezza della Iraqi Airways cercò di fermare i dirottatori, ma una bomba a mano venne fatta esplodere nella cabina passeggeri, costringendo l'equipaggio a iniziare una discesa di emergenza. Un'altra bomba a mano esplose nella cabina di pilotaggio, facendo schiantare l'aereo vicino ad Arar, in Arabia Saudita, dove si ruppe in due e prese fuoco. Le vittime furono 63.[29]